# Bezalel Academy of Arts and Design

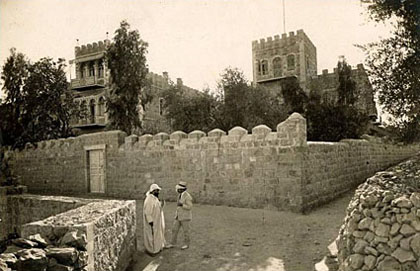
Bezalel gebouwen in 1913.

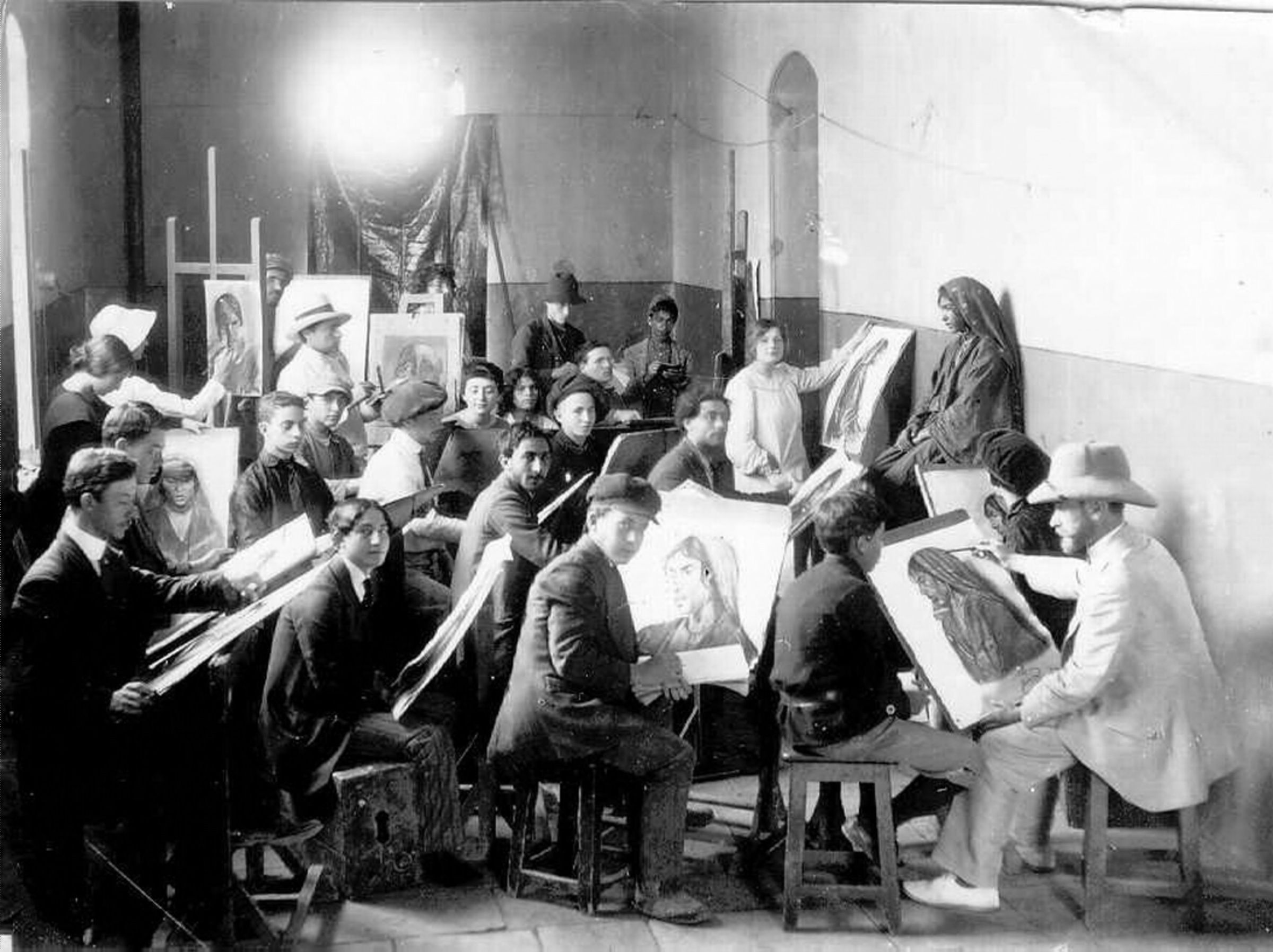
Tekenklas onder leiding van Abel Pann, 1912.

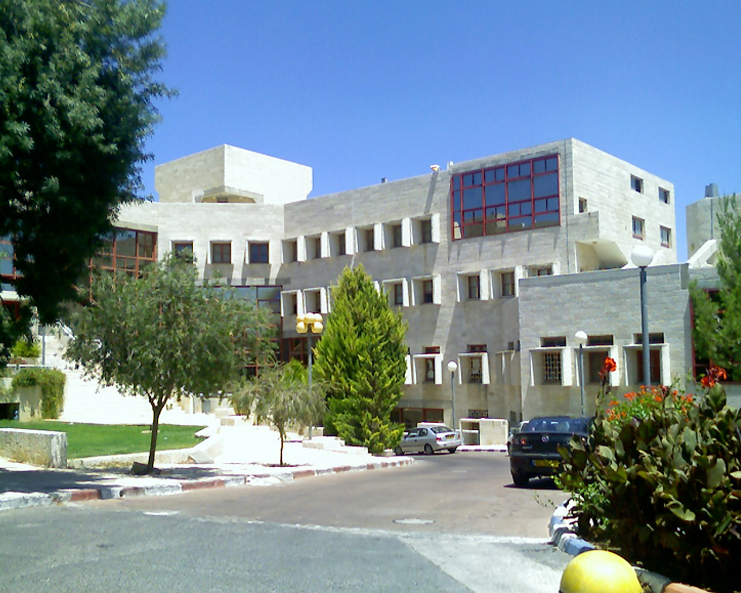
Scopusbergcampus, 2005.

De Bezalel Academy of Arts and Design is de nationale kunstacademie van Israël en de grootste kunstacademie in het Midden-Oosten. De academie is genoemd naar de Bijbelse figuur Bezalel, die door Mozes werd benoemd om toezicht te houden op het ontwerp en de bouw van de tabernakel (Exodus 35:30).

## Geschiedenis
De school is in 1906 gesticht door Boris Schatz in Jeruzalem, dat toen nog onderdeel was van het Ottomaanse Rijk. Theodor Herzl en de vroege zionisten geloofden in de creatie van een nationale kunststijl die tradities uit het Jodendom, Midden-Oosten en Europa combineerde. De docenten van Bezalel ontwikkelden een onderscheidende kunstrichting die bekendstaat als de Bezalelschool. Deze school behandelde Bijbelse en zionistische onderwerpen in een stijl die was beïnvloed door de Europese jugendstil (art nouveau) en traditionele Perzische end Syrische kunst.
The Bezalelschool produceerde decoratieve kunstvoorwerpen in een breed scala aan materialen: zilver, leer, hout, messing en textiel. Terwijl de kunstenaars en ontwerpers een Europese opleiding hadden, waren de ambachtslieden vaak lid van de Jemenitisch Joodse gemeenschap, die een lange traditie heeft in het bewerken van edelmetalen. Zilver- en goudsmid waren in Jemen traditionele Joodse beroepen. Jemenitische immigranten met hun kleurrijke traditionele dracht vormden ook vaak onderwerp van de kunstenaars van de Bezalelschool.
De school sloot in 1929 volgend op economische problemen, maar heropende in 1935. Er werden veel leraren en studenten uit Duitsland aangetrokken, van wie velen van de Bauhaus school kwamen die in 1933 door de nazi's was gesloten.
In 1958, het eerste jaar dat de prijs aan een organisatie werd toegekend, won Bezalel de Israëlprijs voor schilder- en beeldhouwkunst.
In 1969 werd Bezalel een door de staat gesteund instituut. In 1975 werd het erkend door de Raad voor hoger onderwijs in Israël als een instelling voor hoger onderwijs.
In 1900 werd de verhuizing van de binnenstad van Jeruzalem naar de Scopusberg voltooid. Er zijn echter plannen om de academie terug te verhuizen.
In 2006 vierde de academie haar honderdjarig bestaan.

## Tegenwoordig
De Bezalel Academy of Arts and Design had in 2008 1500 studenten. De faculteiten zijn Schone kunsten, Architectuur, Keramiekontwerp, Industriële vormgeving, Sieraden, Fotografie, Visuele communicatie, Animatie, Film en Kunstgeschiedenis & esthetica. De architectuurcampus is in de binnenstad van Jeruzalem, in het historische Bezalelgebouw. Er worden masters aangeboden in verschillende studierichtingen, onder andere Schone kunsten, in samenwerking met de Hebreeuwse Universiteit van Jeruzalem.
In 2011 werd de show van de Bezalelstudenten op de Salone del Mobile in Milaan beschreven als een levendige "runner-up" voor de beste inzending.

## Alumni
- Larry Abramson (1954), kunstschilder
- Yaacov Agam (1928), beeldhouwer
- Asaf Avidan (1980), singer-songwriter
- Moti Bodek (1961), architect en hoofddocent
- Itzhak Danziger (1916-1977), beeldhouwer
- Kosso Eloul (1920-1995), beeldhouwer
- Nachum Gutman (1898-1980), schilder en beeldhouwer
- Ralph Inbar (1938-2004), televisieregisseur
- Esther Knobel (1949), sieraadontwerper
- Avi Lev (1955), schilder en graficus
- Micha Ullman (1939), beeldhouwer